# Campagna T-Rex
Campagna T-Rex – trójkołowy samochód sportowy klasy subkompaktowej produkowany przez kanadyjskie przedsiębiorstwo Campagna od 1995 roku.

## Historia i opis modelu

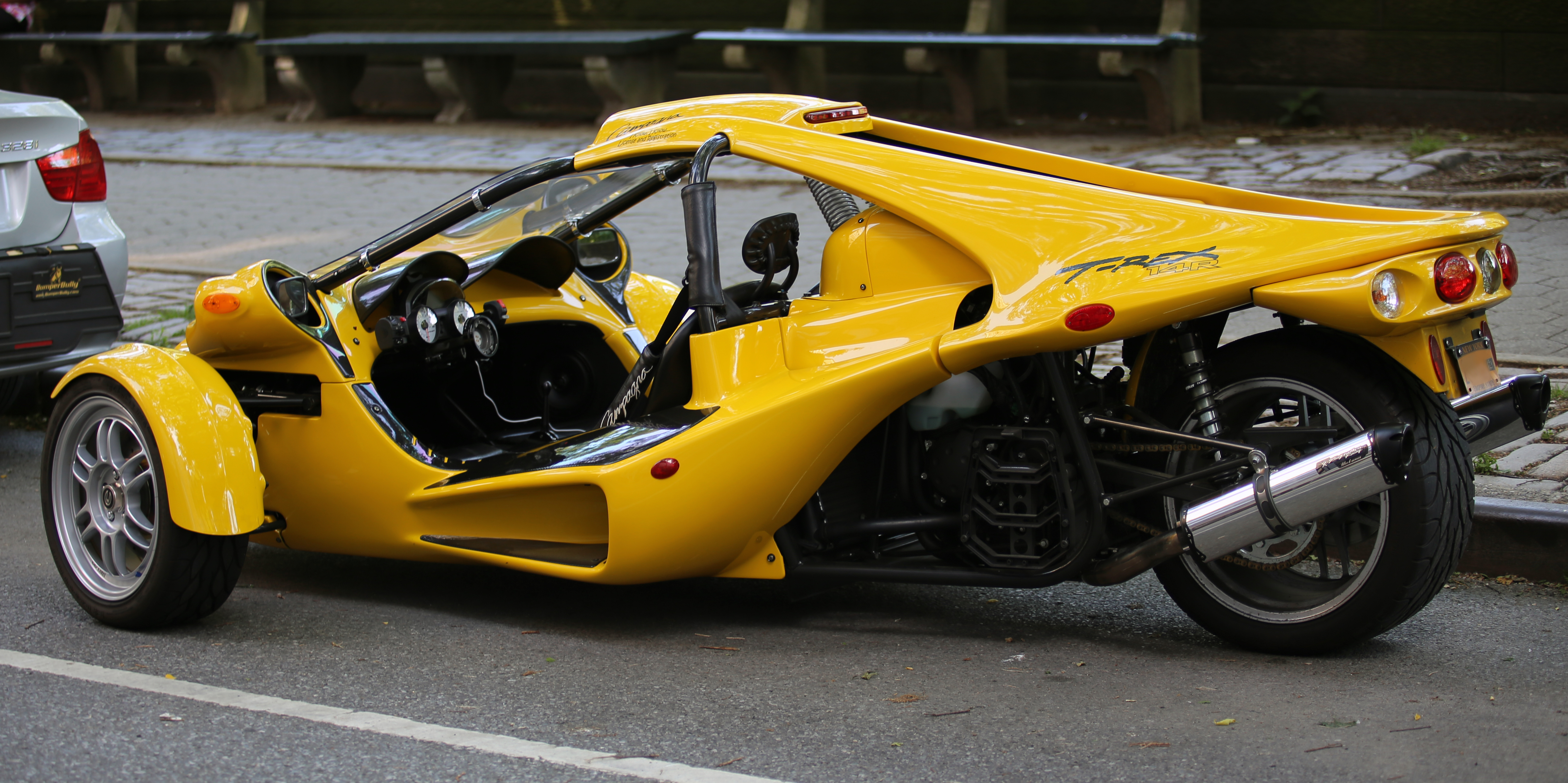
Campagna T-Rex - tył

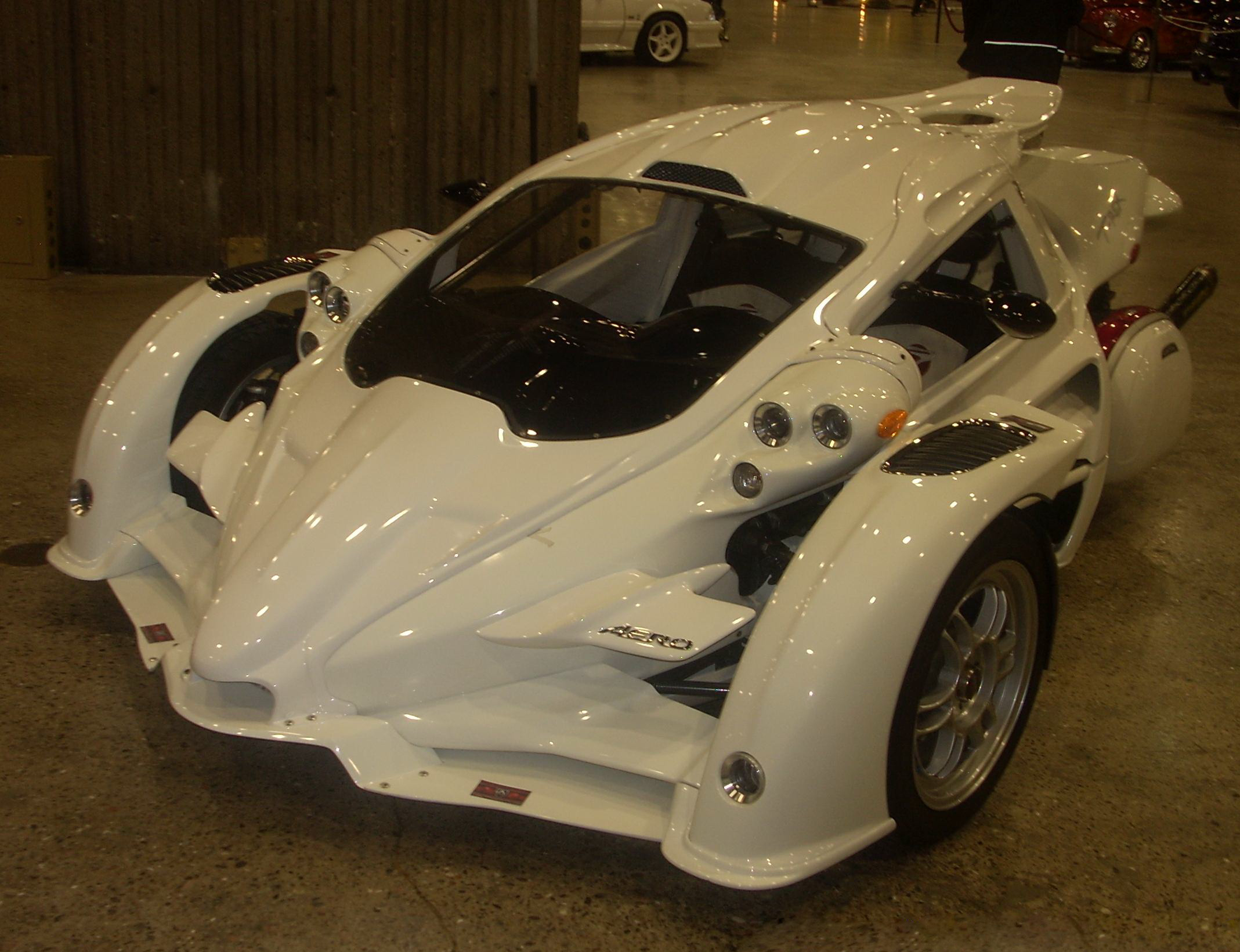
Campagna T-Rex Aero 3S

Prace konstrukcyjne zainicjował w 1988 roku założyciel firmy, Daniel Campagna, produkcyjny model T-Rex prezentując w 1994 roku podczas międzynarodowych targów motoryzacyjnych w kanadyjskim Montrealu na rok przed uruchomieniem produkcji seryjnej. 
Campagna T-Rex przyjęła postać trójkołowca łaczącego cechy motocykla i samochodu. Kokpit wyposażono w 2 głębokie, kubełkowe fotele z 6-punktowymi pasami bezpieczeństwa, a dodatkową ochronę zapewniła klatka bezpieczeństwa. Zegary przejęto prosto od Kawasaki, z kolei do sterowania pojazdem wykorzystano konwencjonalnym kołem kierownicy. Układ przeniesienia napędu został zaczerpnięty z motocykla Kawasaki ZX-12 RR. Moc silnika wyniosła ok. 160 KM przy ok. 10 500 obr./min i momencie obrotowym ok. 105 Nm. Przekazywanie mocy na tylne koło zapewniono za pośrednictwem 6 stopniowej, kasetowej skrzyniu biegów z możliwością zmiany na bieg wyższy bez użycia sprzęgła, dzięki czemu ma większe przyspieszenie. Silnik potrzebujący dużej ilości powietrza został wsparty przez tzw. air box z chwytem powietrza umieszczonym na dachu.

### Sprzedaż
Ręczna i małoseryjna produkcja Campagny T-Rex rozpoczęła się w 1995 roku, najpierw odbywając się w zakładach w Plessisville, a po restrukturyzacji w związku z upadością i wznowieniem produkcji - w Boucherville pod Montrealem. Do 2000 roku pojazd oferowano wyłącznie lokalnie na obszarze prowincji Quebec, by następnie rozpocząć eksport m.in. do Stanów Zjednoczonych i na Bliski Wschód.

### Silnik
- R4 1.4l BMW 160 KM